# Louis Bernot
Louis Bernot (1892 – ?) fou un aixecador francès que va competir a començaments del segle xx.
El 1920 va prendre part en els Jocs Olímpics d'Anvers, on disputà la prova del pes pesant, per a aixecadors amb un pes superior a 82,5 kg, del programa d'halterofília. En ella guanyà la medalla de bronze amb un pes total de 255,0 kg alçats.